# 大谷川 (園部町黒田)
大谷川（おおたにがわ）は、京都府南丹市園部町黒田を流れる淀川三次支流の普通河川である。

## 地理

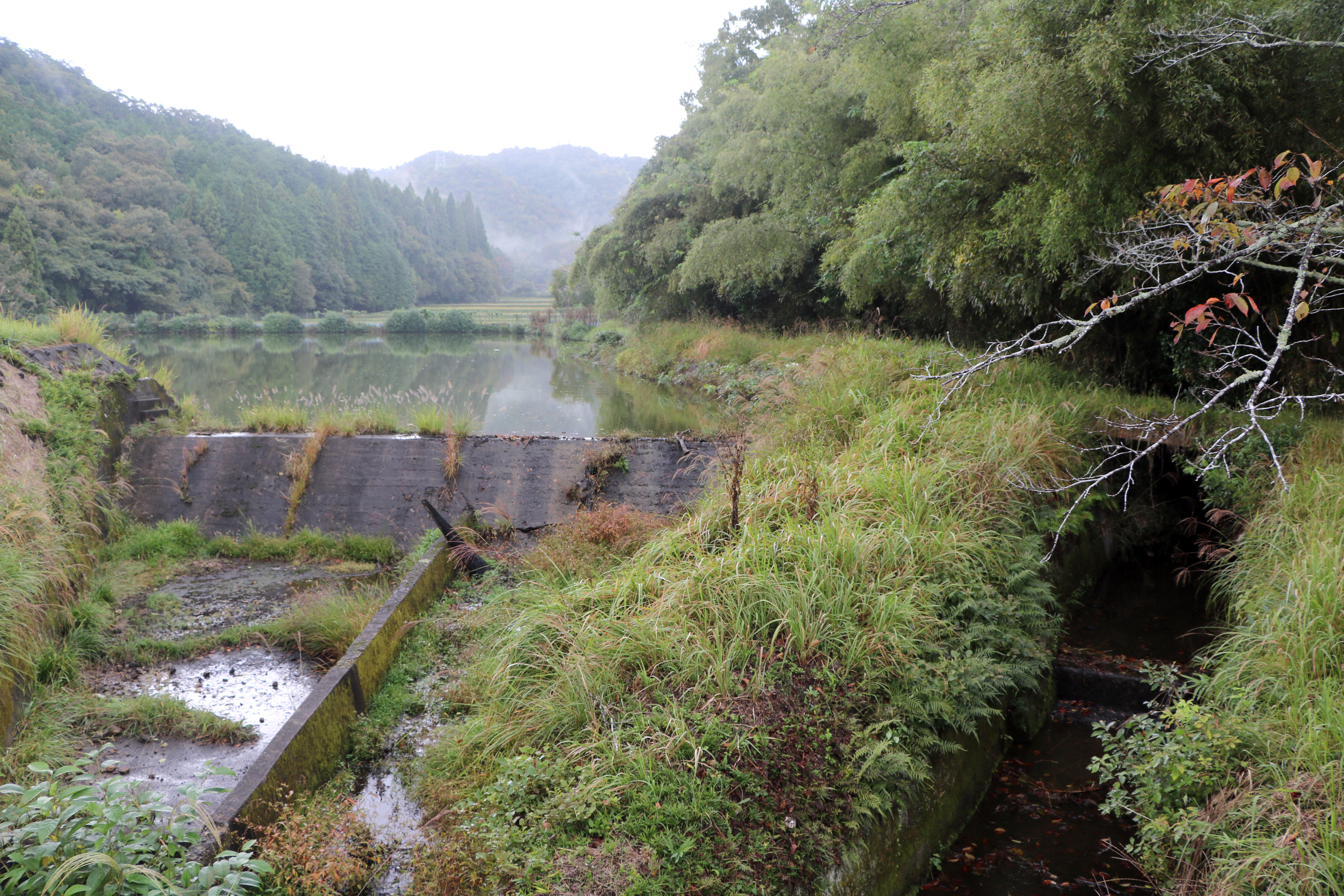
黒田大谷池。南丹市園部町黒田にあるため池。

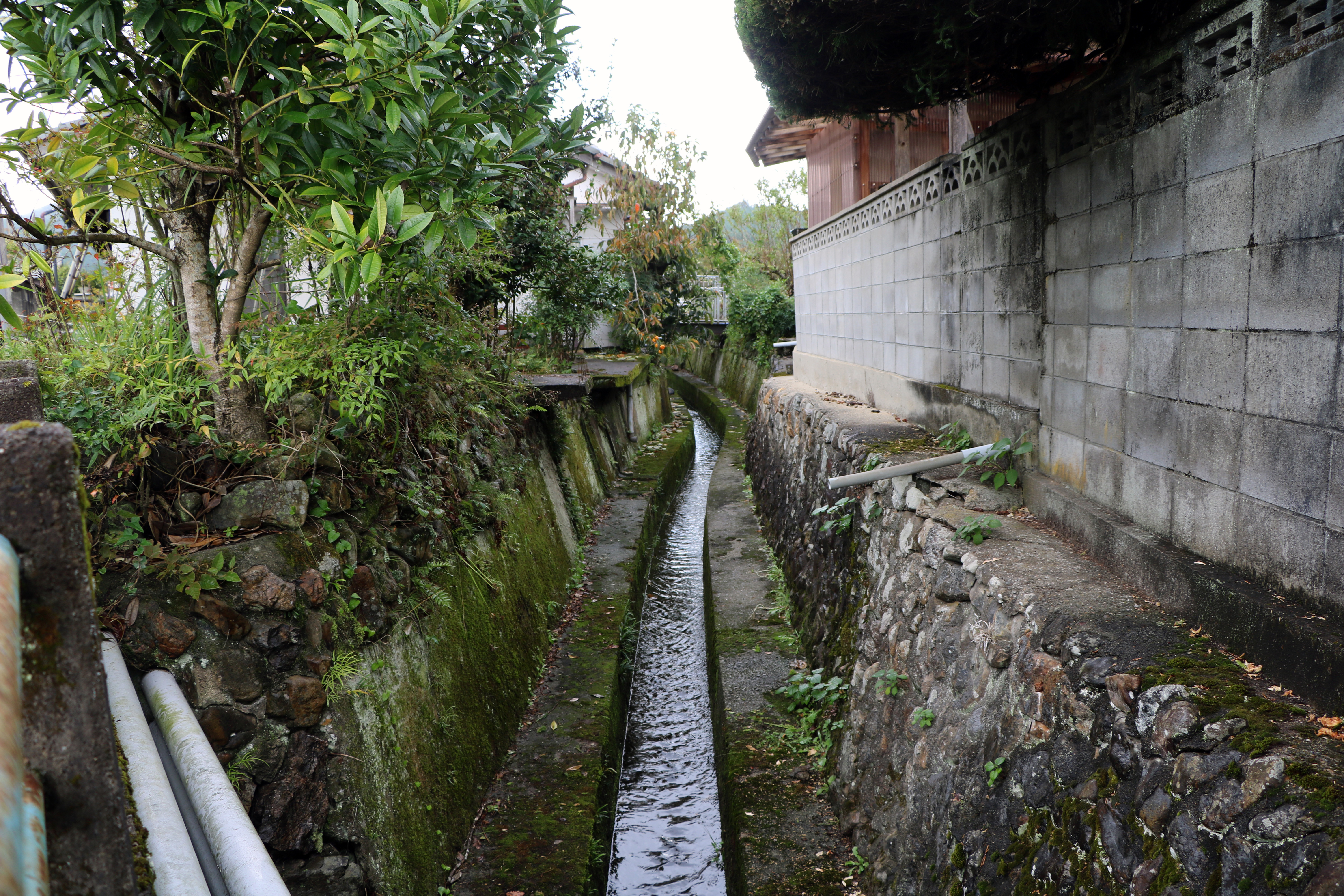
大谷川。園部川流入直前のすえきばしから上流を撮影。

園部町黒田の大谷から流れ出た水は南東流し、黒田古墳横にある黒田大谷池に一度溜められ、そこから向きを南に変えてコンクリート三面張りの流路を通り、京都府道・大阪府道54号園部能勢線を越えてから再び南東流、横田堰（園部川）下流の園部町黒田スヘキで園部川左岸に流入する。

## 流域の村
南丹市
- 園部町
  - 元村地域
    - 黒田

## 主な橋梁
- すえきばし

## 流域にあるため池
- 黒田大谷池[3]

## 流域にある主な施設
- 熊野神社
- 観景寺
- 黒田公民館
- 公益財団法人園部町農業公社　園部野菜工場・農産物加工場・精米工場うまいぞおこめっこ

## 流域にある史跡
- 黒田古墳 – 京都府指定史跡[4]
- 黒田城跡（別名：片山城、木崎山城）[5]